# ガイノイド

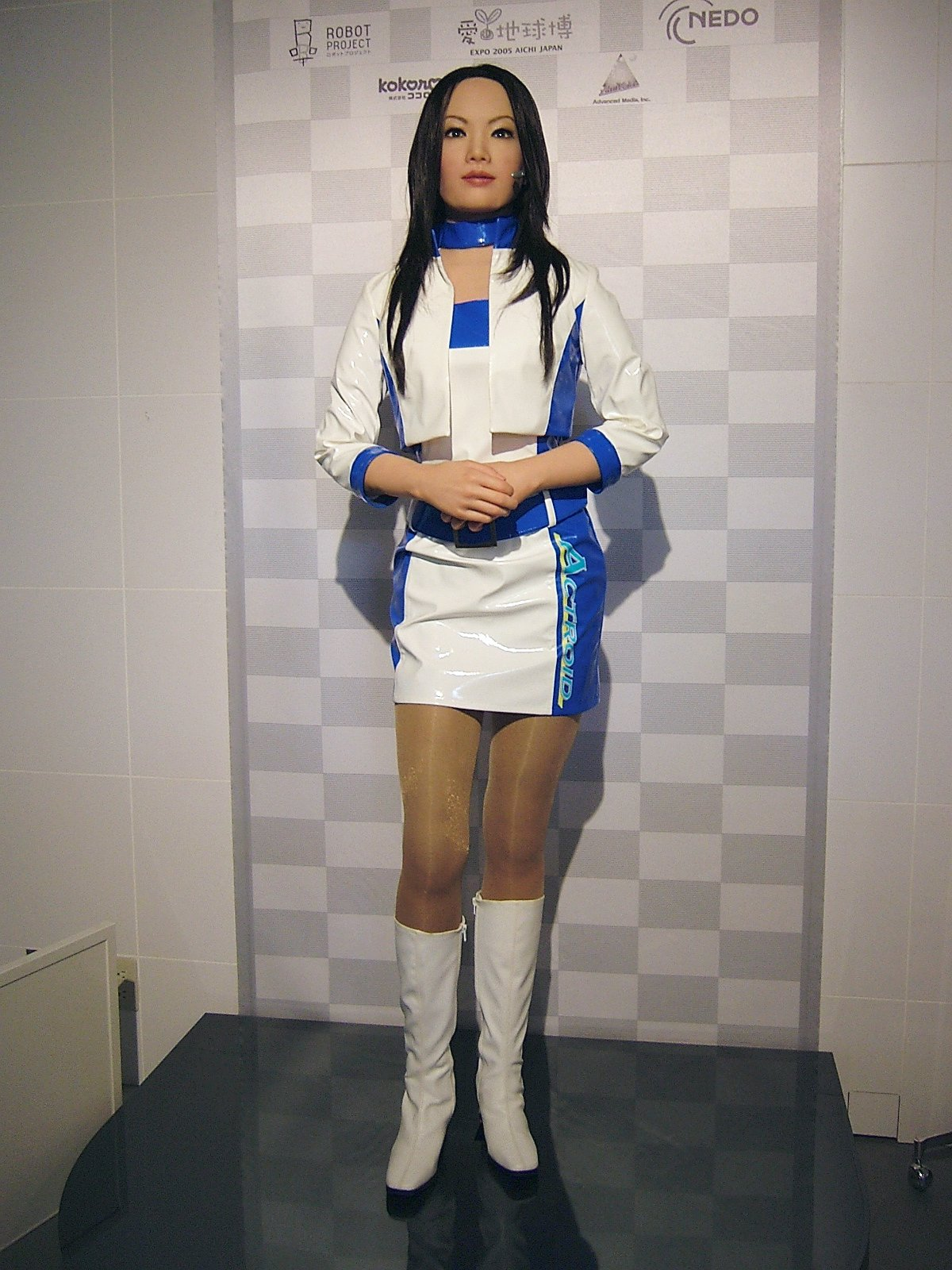
愛・地球博（愛知万博）でのアクトロイド（2005年）

ガイノイド（英: gynoid）とは、人間の女性に似せて作られたヒューマノイドで、女性のアンドロイドを意味する。古代ギリシア語の女性を意味するγυνή（ギュネー）に由来する。
かばん語でfembot（フェムボット、英: female robot）も同様に使用される。

## 形態
人間の女性の外観を模した精巧な物から表面が金属で覆われている物まで幅広く存在する。

## 実現性
2005年日本国際博覧会（愛知万博、愛・地球博）でアクトロイドが展示されコンパニオンとして活用されたり、HRP-4Cが産業技術総合研究所で開発されたりしており、徐々に実現に近づいているといえる。用途としては受付や案内、介護、接客等ヒューマンインターフェースとしての用途が想定される。

## フィクションにおいて
人工的な女性はフィクションや古代のギリシャ神話にも登場する。これは近代的なフィクションにも受け継がれSFのジャンルにおいて顕著である。「ガイノイドの概念を発明した」のは、おそらくギネス・ジョーンズの『聖なる堅忍』(1984年)であると、巽孝之は述べている。また巽によればガイノイドは、「人間もどき」を意味するアンドロイドが語源的に「男性もどき」でもあるという家父長作用にたいする、疑問やアンチテーゼとしての意義をもつ。
SFでは女性のロボットはしばしば映画「ウエストワールド」や1995年のポール・J・マコーリイの小説『フェアリイ・ランド（Fairyland）』、1938年のレスター・デル・レイの短編『愛しのヘレン（Helen O'Loy）』 、士郎正宗の『攻殻機動隊』に見られるように使用人や性的奴隷として扱われる。また、『To Heart』のマルチなど、アニメ作品やパソコンゲーム、アダルトゲーム、成人向け漫画、ジュブナイルポルノ、アダルトアニメなどの成人向けのおたく関係のコンテンツに数多く登場する。この他、コメディ映画『オースティン・パワーズシリーズ』においては世界征服を狙う悪人Dr.イーブルの組織が開発した、胸にガス噴射器やマシンガンを内蔵した美女型ロボットとしてフェムボットが登場するが、シリーズ3作全てにおいて主人公オースティン・パワーズによって頭が爆発して破壊されるのが恒例の「やられ役」になっている。

## フェミニストによる比喩
ガイノイドはフェミニストの談話に比喩として女性の身体的強さと再生への期待からの自由を表すことに使用される。巽孝之は、エレイン・ショウォーターの女性文化批評（英: Gynocriticism）やアリス・ジャーディンのガイネーシス (英: gynesis) との繋がりを指摘している。
fembotは時々フェミニストの女性への侮辱的な表現として使用される。